# Балаев, Амурхан Константинович
Амурха́н Константи́нович Бала́ев (осет. Балаты Константины фырт Амурхан; 18 августа 1934, Орджоникидзе, Северо-Осетинская АО, СССР — 1991) — советский борец вольного стиля, двукратный чемпион СССР, победитель Спартакиады народов СССР. Мастер спорта СССР (1955). Мастер спорта СССР международного класса. Отличник физической культуры (1957).

## Биография
Родился 18 августа 1934 года в городе Орджоникидзе Северо-Осетинской ССР.
В 1950 году начал заниматься вольной борьбой под руководством Асланбека Дзгоева. Входил в состав сборной команды СССР.
В 1954 году стал вторым на чемпионате СССР в Ленинграде. В 1956 году становится победителем летней Спартакиады народов СССР в Москве. В 1957 году становится чемпионом СССР в Киеве. В 1959 году становится вторым на летней Спартакиаде народов СССР в Москве.
В 1959 году окончил Краснознаменный военный институт физкультуры и спорта в Ленинграде.
Подполковник, работал старшим тренером Северо-Кавказского военного округа.
Умер в 1991 году.

## Спортивные достижения
- Чемпионат СССР по вольной борьбе 1954 года — ;
- Вольная борьба на летней Спартакиаде народов СССР 1956 года — ;
- Чемпионат СССР по вольной борьбе 1957 года — ;
- Вольная борьба на летней Спартакиаде народов СССР 1959 года — .